# Championnat des Pays-Bas féminin de football 2019-2020
Navigation
Édition précédente Édition suivante
Le championnat des Pays-Bas de football féminin 2019-2020 est la treizième saison du championnat des Pays-Bas de football féminin. Il se déroule normalement du 23 août 2019 à mai 2020 et regroupe 8 équipes. Le champion sortant est le FC Twente.
Suspendu le 12 mars 2020 après la 12e journée en raison de la pandémie de Covid-19 aux Pays-Bas, le championnat est définitivement abandonné par la fédération néerlandaise le 24 avril 2020. De ce fait, aucun champion n'est désigné tandis qu'aucune équipe n'est promue ou reléguée. Le classement au moment de la suspension est malgré tout retenu dans le cadre des qualifications européennes.

## Format
Les huit équipes se rencontrent en match aller retour pour un total de 14 matchs chacun. Après la 14e journée le championnat est scindé en deux, les quatre premiers jouent pour le titre en match aller retour, le champion est qualifié pour la Ligue des champions féminine de l'UEFA. Il n'y a pas de relégation dans une division inférieure au terme de la saison.

## Saison régulière
Classement et résultats de la première phase. Toutes les équipes sont rassemblées en une poule unique et se rencontrent chacune deux fois, une fois sur son terrain une fois sur celui de son adversaire.
Le championnat est définitivement arrêté à l'issue de la 12e journée. Les huit clubs conservent leur place pour la saison 2020-2021 ; le PSV Eindhoven et l'|Ajax Amsterdam se qualifient pour la Ligue des champions féminine de l'UEFA 2020-2021.
| Rang | Équipe                | Pts | J  | G  | N | P | Bp | Bc | Diff |
| ---- | --------------------- | --- | -- | -- | - | - | -- | -- | ---- |
| 1    | PSV Eindhoven         | 32  | 12 | 10 | 2 | 0 | 42 | 8  | +34  |
| 2    | Ajax Amsterdam        | 25  | 12 | 8  | 1 | 3 | 22 | 11 | +11  |
| 3    | FC Twente T           | 23  | 12 | 7  | 2 | 3 | 28 | 15 | +13  |
| 4    | SC Heerenveen         | 18  | 12 | 5  | 3 | 4 | 18 | 17 | +1   |
| 5    | ADO La Haye           | 12  | 12 | 3  | 3 | 6 | 12 | 16 | -4   |
| 6    | VV Alkmaar            | 10  | 12 | 2  | 4 | 6 | 19 | 29 | -10  |
| 7    | PEC Zwolle            | 10  | 12 | 2  | 4 | 6 | 17 | 32 | -15  |
| 8    | Excelsior/Barendrecht | 3   | 12 | 0  | 3 | 9 | 10 | 40 | -30  |

| Résultats (▼dom., ►ext.)                                   | ADO | AJA | ALK | EXC | HEE | PEC | PSV | TWE |
| ADO La Haye                                                |     | 1-0 | .   | 0-0 | 1-2 | 1-2 | .   | 0-1 |
| Ajax Amsterdam                                             | .   |     | 4-0 | .   | 0-0 | 4-0 | 1-4 | 2-1 |
| VV Alkmaar                                                 | 1-1 | 1-2 |     | 4-0 | 3-2 | 2-2 | .   | .   |
| Excelsior/Barendrecht                                      | 1-3 | 0-2 | 3-3 |     | 0-2 | .   | .   | 2-4 |
| SC Heerenveen                                              | .   | 0-1 | 3-1 | .   |     | .   | 1-4 | 1-3 |
| PEC Zwolle                                                 | 2-4 | 2-4 | .   | 2-2 | 3-3 |     | 0-4 | .   |
| PSV Eindhoven                                              | 1-1 | .   | 5-0 | 9-1 | 1-1 | 4-0 |     | 1-0 |
| FC Twente                                                  | 4-0 | .   | 3-3 | 4-0 | .   | 2-2 | 2-3 |     |
| - Victoire à domicile - Match nul - Victoire à l'extérieur |     |     |     |     |     |     |     |     |